# Misteriosul vrăjitor
L'arcano incantatore, lansat internațional ca Misteriosul vrăjitor, este un film de groază italian din 1996 regizat de Pupi Avati⁠(d) care are loc în secolul al XVIII-lea.

## Rezumat
Anul 1750. Seminaristul Giacomo Vigetti este închis într-o chilie a unei mănăstiri și povestește unui călugăr, după îndelungi suferințe, povestea care l-a condus acolo. Giacomo a fost este să părăsească Bologna pentru a evita condamnarea, după ce a lăsat însărcinată o fată și a făcut-o să avorteze. Tânărul, în căutarea unui loc unde să se refugieze, se duce către o vilă, unde întâlnește o bătrână ascunsă în spatele unei fresce. Cei doi fac un jurământ de sânge, iar Giacomo îi lasă gaj cămașa din păr⁠(d) a mamei sale, cu promisiunea că îi va fi returnat după ce sarcina care i-a fost încredințată va fi îndeplinită.
La indicația misterioasei doamne, băiatul se îndreaptă spre Medelana, în Apeninii Bolognezi, ca secretar în slujba lui Achille Ropa Sanuti, personaj enigmatic, un monsenior izgonit din Biserică pentru studiile sale de ocultism care i-au adus titlul de „misteriosul vrăjitor”. Acesta locuiește singur într-o casă izolată, înconjurat de cărțile unei biblioteci gigantice, iar Giacomo trebuie să-l înlocuiască pe Nerio, fostul său asistent, care a murit în circumstanțe neclare și despre care au circulat zvonuri ambigue. Monseniorul îl face pe tânăr să participe la experimente ezoterice, iar din când în când îl pune să transcrie coduri cifrate dictate de el, care trebuie apoi trimise unui destinatar necunoscut. Cei doi dezvoltă un fel de prietenie, iar băiatul se convinge repede că în căutările telepatice și magice ale stăpânului său nu există nimic sinistru.
Mai târziu, în oraș se zvonește că Nerio a revenit la viață. Giacomo află și îi spune stăpânului său, care nu-i dă nicio importanță și, de asemenea, îl îndeamnă să nu creadă niciun zvon răutăcios despre vechiul său ajutor. Într-o noapte, Giacomo a deshumat trupul lui Nerio și l-a adus parohului orașului; aici descoperă cu uimire că trupul este al monseniorului.
Giacomo își dă seama astfel că misteriosul vrăjitor este de fapt Nerio cu care se ceartă și apoi fuge. Dar, mergând în sfârșit să recupereze gajul lăsat la jurământ, descoperă că bătrâna nu mai locuiește în casa în care a făcut pactul, ea fiind moartă, și își dă seama că nu va fi niciodată capabil să dizolve pactul, care este sursa chinului său neîncetat. Înainte de a părăsi vila, Giacomo îl vede pe Nerio privindu-l din spatele unei porți care arată ca a unui cimitir și își încheie povestea cu această viziune.

## Recunoaștere
Pentru acest film, Pupi Avati a primit Premiul Corbul de argint la Festivalul Internațional de Film Fantastic de la Bruxelles din 1998.
Guillermo del Toro a afirmat în cartea lui Robert K. Elder⁠(d), The Best Film You've Never Seen, că a fost influențat de acest film în cariera sa.

## Distribuție
- Stefano Dionisi – Giacomo Vigetti
- Carlo Cecchi – Nerio
- Arnaldo Ninchi – Aoledo
- Andrea Scorzoni – Don Zanini
- Mario Erpichini – părintele Tommaso
- Vittorio Duse – parohul Medelanei
- Patrizia Sacchi – Vielma
- Eliana Miglio – prostituată